# Jリーグ育成マッチデー
Jリーグ育成マッチデー（ジェイリーグ いくせいマッチデー）は、2018年から開催される、日本プロサッカーリーグ（Jリーグ）の控えメンバーによる変則リーグ戦。公式戦出場の少ない、将来有望な若手選手の強化・育成に寄与することを目的に実施される。

## 概要
Jリーグの控えメンバーによるリーグ戦としては、1993年から2009年、並びに2016年・2017年に開催されたJサテライトリーグがあるが、このレギュレーション（特に2017年シーズンのもの）を見直した上で、Jサテライトリーグとは別の大会として開催される。
順位付けを行わなかったJサテライトリーグと異なり、試合数や23歳以下の出場時間などに応じて数値化した合計ポイントで順位を決め、順位に応じてJリーグから「育成奨励金」が支払われる点が大きな相違点となっている。Jリーグ副理事長の原博実は「今までとは違う発想（の育成大会）」と述べている。
2018年と2019年に開催されたが、2020年以降はこれを発展させ、21歳以下の選手の育成に重きを置いたJエリートリーグに改められた（2020年は中止、2021年から開催）。

## レギュレーション
J1・J2・J3に所属するクラブのうち、希望するクラブが参加する。
- 2018年は北海道コンサドーレ札幌・横浜FC・ガイナーレ鳥取・ファジアーノ岡山・サンフレッチェ広島・レノファ山口FCの6チームが参加[1]。
- 2019年はガイナーレ鳥取・ファジアーノ岡山・サンフレッチェ広島・レノファ山口FC・徳島ヴォルティス・愛媛FCの6チームが参加[4]。

通常のリーグ戦と異なる、以下のような変則的なレギュレーションが採用される。
- トップチーム登録選手（2種登録選手・特別指定選手含む）、二種チームに所属しトップチームに2種登録されておらず、事前にJリーグが承認した選手、JFA登録完了済の練習生（最大6名）が参加する。各試合ごとのエントリーは18名以内。
- ホーム・アンド・アウェーを原則とせず、アウェイのみの参加も認める（従って、各チームの試合数が異なることも考えられる）。
- 各試合はトップチームのアンダーカードとして開催することを推奨し、前後半45分ずつの90分で行われ、同点の場合は引き分けとする。
- 交代枠は7名まで。
- 累積警告による出場停止は適用しない。
- 試合結果に基づき、以下のポイントを付与し、合計ポイントの多い順に順位を決定する。試合数に差が生じることを考慮し、試合の勝敗以外の要素のウエイトが高くなっている。
  - 1試合参加するごとに1ポイント、試合勝利によりさらに1ポイント（引き分け・敗戦は試合参加ポイントのみ）
  - 公式戦に近い環境での試合（公式戦開催スタジアム等での開催）として開催した場合、ホームクラブに3ポイント
  - 遠距離（原則片道300km以上）の遠征をしたビジタークラブに1ポイント
  - 23歳以下選手の年間出場時間を合計し、出場時間の多い上位5クラブに5ポイントから1ポイントを順に付与
  - ポイントが同数だった場合、「23歳以下選手の出場時間」が多いクラブを上位とする（2019年から[4]）

## 育成奨励金
3試合以上実施したチームに対し、順位により、以下の「育成奨励金」をJリーグより支払う。
- 1位 - 4,000,000円
- 2位 - 3,000,000円
- 3位 - 2,000,000円
- 4位 - 1,000,000円
- 5位 - 500,000円
- 6位 - 300,000円

## 結果
| 順 | チーム                 | 試 | 勝 | 分 | 敗 | 23 | 環 | 遠 | 計 |
| -- | ---------------------- | -- | -- | -- | -- | -- | -- | -- | -- |
| 1  | ガイナーレ鳥取         | 5  | 0  | 1  | 4  | 5  | 6  | 0  | 16 |
| 2  | ファジアーノ岡山       | 5  | 2  | 1  | 2  | 4  | 0  | 0  | 11 |
| 3  | レノファ山口FC         | 3  | 2  | 0  | 1  | 2  | 3  | 0  | 10 |
| 4  | サンフレッチェ広島     | 3  | 3  | 0  | 0  | 3  | 0  | 0  | 9  |
| -  | 北海道コンサドーレ札幌 | 0  | -  | -  | -  | -  | -  | -  | 0  |
| -  | 横浜FC                 | 0  | -  | -  | -  | -  | -  | -  | 0  |

- 札幌と横浜FCは試合を行っていないため、順位はつけられていない（育成奨励金の対象外）。

| 順 | チーム             | 試 | 勝 | 分 | 敗 | 23 | 環 | 遠 | 計 |
| -- | ------------------ | -- | -- | -- | -- | -- | -- | -- | -- |
| 1  | ガイナーレ鳥取     | 7  | 3  | 0  | 4  | 5  | 9  | 1  | 25 |
| 2  | 愛媛FC             | 6  | 2  | 0  | 4  | 4  | 0  | 2  | 14 |
| 3  | 徳島ヴォルティス   | 5  | 3  | 0  | 2  | 3  | 0  | 0  | 11 |
| 4  | レノファ山口FC     | 4  | 2  | 0  | 2  | 2  | 0  | 2  | 10 |
| 5  | ファジアーノ岡山   | 4  | 3  | 0  | 1  | 1  | 0  | 0  | 8  |
| 6  | サンフレッチェ広島 | 2  | 0  | 0  | 0  | 0  | 0  | 0  | 2  |